# Tudela
Tudela (baskicky Tutera) je město ve Španělsku, druhé největší město autonomního společenství a zároveň provincie Navarra. Má přibližně 39 tisíc obyvatel a nachází se v nadmořské výšce 270 m n. m.
Tudela se nachází na severu Španělska v údolí řeky Ebro severozápadně od Zaragozy a 90 kilometrů jižně od Pamplony, hlavního města autonomního společenství Navarra. Tudelou prochází silnice i železnice spojující Katalánsko, Aragón a Navarru s Baskickem.
Tudela je známá festivalem Svaté Anny na počest své patronky, který začíná 24. července v poledne a trvá přibližně týden. Pouliční hudba, býčí zápasy, ohňostroj a závěrečný běh býků středem města jsou hlavními lákadly festivalu.

## Hlavní památky

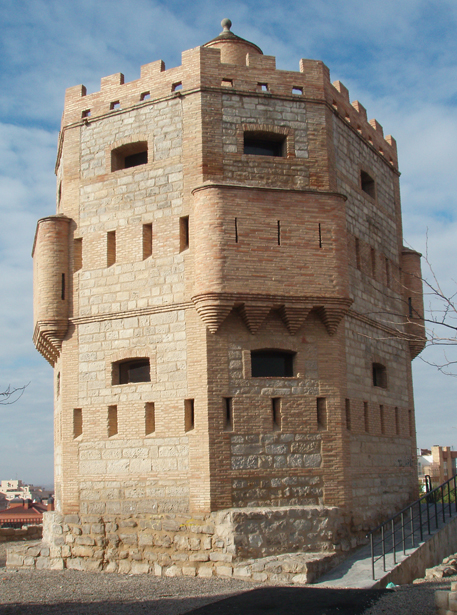
Monrealská věž

- Katedrála – Puerta del JuicioMonrealská věžKatedrála Panny Marie Samoty (12.–13. století); zasvěcená Panně Marii Samoty; zahrnuje příklady románské architektury, jako je Puerta del Juicio nebo Dveře (posledního) soudu, některé gotické vlivy a barokní doplňky.

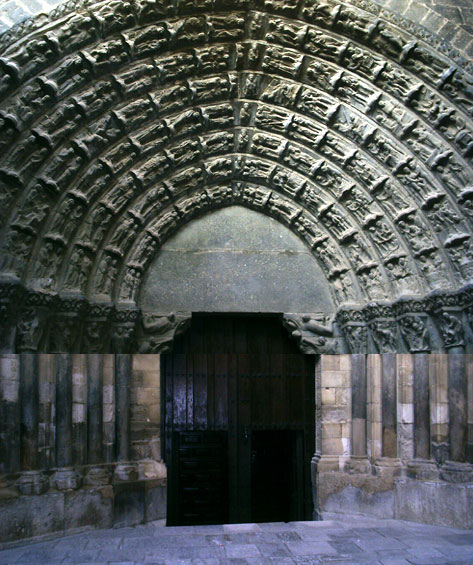
Katedrála – Puerta del Juicio

- Kostel Magdaleny (12. století), v románském stylu.
- Kostel San Nicolás (12. století).
- Kostel San Jorge (17. století), v barokním stylu.

## Osobnosti města
- Jehuda ha-Levi (1075–1141), židovský básník a filosof píšící arabsky a hebrejsky
- Abraham ibn Ezra (1092–1167), židovský filosof, astronom, astrolog, lékař, básník a jazykovědec
- Benjamín z Tudely (cca 1130–1173), židovský cestovatel
- Rafael Moneo (* 1937), architekt

## Partnerská města
- Coquimbo, Chile
- Mauléon-Licharre, Francie (1965)
- Mont-de-Marsan, Francie (1986)
- Tiberias, Izrael (1984)